# جوش سيمبسون
جوش سيمبسون (15 مايو 1983 برنابي كندا - ) هو لاعب كرة قدم كندي يلعب كلاعب وسط.

## روابط خارجية
- جوش سيمبسون على موقع اتحاد تركيا (لاعب) (الإنجليزية)
- جوش سيمبسون على موقع قاعدة بيانات كرة القدم.إي يو (الإنجليزية)
- جوش سيمبسون على موقع ناشيونال فوتبول تيمز (الإنجليزية)
- جوش سيمبسون على موقع Soccerbase.com (لاعب) (الإنجليزية)
- جوش سيمبسون على موقع عالم كرة القدم.نت (الإنجليزية)